# 제러미 리프킨
제레미 리프킨(영어: Jeremy Rifkin, 1945년 1월 26일 ~ )은 미국의 경제학자, 사회학자, 작가, 사회 운동가(activist)이며 워싱턴 경제동향연구재단(Foundation on Economic Trends (FOET))의 설립자이자 이사장으로서 미국 및 국제적 공공 정책 수립에 영향을 미쳤다. 콜로라도주 덴버에서 태어났다.
자연과학과 인문과학을 넘나들며 자본주의 체제 및 인간의 생활방식, 현대 과학기술의 폐해 등을 날카롭게 비판해온 세계적인 행동주의 철학자이다. 전 세계 지도층 인사들과 정부 관료들의 자문역을 맡고 있으며 과학 기술의 변화가 경제, 노동, 사회, 환경에 미치는 영향에 대해 활발히 집필 작업을 해 왔다. 대한민국에서는 책 《엔트로피》, 《육식의종말》 시리즈로 널리 알려져 있다.

## 저서
- 《엔트로피》 ("Entropy")
- 《육식의 종말》 ("Beyond Beef")
- 《노동의 종말》 ("The End of Work")
- 《소유의 종말》 ("The age of access : the new culture of hypercapitalism, where all of life is a paid-for experience")
- 《공감의 시대》 ("The Empathic Civilization")
- 《유러피언 드림》 ("The European Dream")
- 《바이오 테크 시대》 ("The Biotech Century: Harnessing the Gene and Remaking the World")
- 《수소 혁명》 ("The Hydrogen Economy")
- 《생명권 정치학》
- 《3차 산업혁명》("The Third Industrial Revolution")
- 《글로벌 그린 뉴딜》("The Global Green New deal")
- 《회복력 시대》("The Age Of Resilience)

## 비판
리프킨은 경제학과 국제관계학을 전공했을 뿐 정식적인 과학 교육은 받은 적이 없다. 그의 저작 중 하나인 《엔트로피》는 엔트로피를 제대로 이해하지 못한 상태에서 열역학 제2법칙을 자의적으로 해석하여 비판을 받고 있다. 타임 지에서는 "과학계로부터 가장 증오받는 인물"(The Most Hated Man In Science)이라고 표현하기도 했다. 기사에 의하면, 록펠러 대학교의 유전학자 노튼 진더(Norton Zinder)는 그를 '바보'(fool), '선동꾼'(demagogue)이라고 불렀다. 이에 대해 리프킨 본인은 '그러한 비판은 그가 올바른 길로 가고 있다는 증거에 지나지 않는다'고 하였다.

## 같이 보기
- 엔트로피
- 고용없는 성장
- 고용감소 성장